# 黒岩メダカに私の可愛いが通じない
『黒岩メダカに私の可愛いが通じない』（くろいわメダカにわたしのかわいいがつうじない）は、久世蘭による日本の漫画作品。『週刊少年マガジン』（講談社）にて、2021年26号より連載中。
2020年12月23日発売の『週刊少年マガジン』2021年4・5合併号にて読み切りを掲載。この読み切りが好評を受け連載化となり、同年26号より連載開始。連載開始時には、読み切り版の内容のボイスコミックが公開された。なお、第1話は読み切り版と同内容だが、若干加筆されている。
略称は「メダかわ」。作者の久世にとって、本作が初のラブコメ作品である。
2025年6月時点で累計部数が250万部を突破している。

## あらすじ
毬藻高校の2年A組に所属する川井モナは常にモテる美少女で、すぐに男子がオチる様子に意気揚々としていたが、仏教の戒律で異性との親睦を深めない転入生の黒岩メダカに限り何をしても反応が薄く、振り向かせようとやきもちを妬いてしまい、モナの大ファンの春野つぼみに応援されるようになる。一方、メダカはモナのことで小早川翔と木戸譲に薄情だと思われてしまい、つぼみにも指摘されたことで接し方を改める。
つぼみが恋敵ではなかったことに安堵したのも束の間で、1学内下の湘南旭はメダカに一目惚れしており、白浜美波に応援されながら好意がはっきりしないモナに本気で対抗する。
さらに、モナの幼馴染で転入生の難波朋がメダカの印象を良く思わなかったため、つい本気で庇う。遊園地では、モナがメダカの前で表情豊かであることに気づかれ、恋をしていることを自覚する。

## 登場人物
声の項は特記のない限り、テレビアニメ版の声優。

### 主要人物
黒岩 メダカ（くろいわ メダカ）
声 - 岩崎諒太 / 服部想之介（ボイスコミック）
本作の主人公。2週間前に毬藻高校に転入した男子生徒で、2年A組→3年B組に所属し、モナらのクラスメイトになる。アパートで1人暮らしをしている。実家は田舎にある寺で、猫好き。英語が苦手で、高校では赤点間近になったことがある。ホラー映画の鑑賞や宇宙関連を趣味とする。
紺色のニットベストを着込んでおり、三白眼と毛先の尖ったヘアスタイルが特徴である。将来は実家の寺を継ぐため仏門に入って修行僧になるつもりでおり、欲に惑わされないよう『心の鍛錬のため』共学である今の学校に転校した。一見すると感情表現に乏しい朴念仁で、モナと会話をしたがらなかったが、時に笑顔を見せたり、「異性と親睦を深めるな」という戒律を忠実に守ろうとしていながら、内心はモナたちの色仕掛けに動揺するなど、実際は感情表現は豊かであり、精神を落ち着かせるために「心頭滅却」と呟く。しかし、転入から最も世話になっているモナに素っ気ない対応が多いことをクラスメイトから次々に指摘され、彼女との接し方を改める。
モナを始め、旭や朋が何かとアプローチを仕掛けてきているが、自身に好意を持たれていることは気づいていない。しかしながら、クリスマスではモナがコースを考えてデートしていることを理解し、傷付けたくないために戒律の件を正直に話す。
川井 モナ（かわい モナ）
声 - 芹澤優（i☆Ris） / 辻美優（ボイスコミック） / 佐倉綾音（コミックスPV）
本作のヒロイン。1年前に家族で東京都に引っ越した大阪府出身の女子生徒。毬藻高校ではピンクのニットベストをよく着ており、時々赤のブレザーも着る。髪はベージュ色のセミロングで、カール気味の毛先が若干赤みを帯びる。
一見すると非の打ち所がない美少女だが、実際は負けず嫌いで自意識過剰なコテコテの関西気質である。普段は意識高い系の都会女子で通しているが、モノローグや朋との会話、素が露呈した際は関西弁になる。朋によると、大阪に居た中学時代から男子を「オトす」ことが得意だった模様で、男子に好かれてもさらに好かれたいことや、恋愛に奥手で本当の自分を隠す（恋バナに嘘が多い）ことも知る。「毬高のクイーンビー（女王蜂）」だと自認しているが、あくまで学校内に限った話であり、校外でナンパされることは嫌っている。また、結構嫉妬深い面もあり、メダカを連れ回す杏莉を前に（事情を知らなかったとはいえ）思わず「私が（メダカの）彼女ですぅ」と涙ながらに叫んでしまったこともあった（そのあと朋からツッコミを入れられ、正気に戻る）。その他には、ホラー映画やお化け屋敷などの怖いものを苦手にしている。
高校ではメダカやつぼみらのクラスメイトで、2年A組→3年B組に所属する。すぐに「オチる」他の男子たちと違って、戒律によりわざと不愛想に振る舞うメダカがクイーンビーとして唯一の難敵になり、本気で「オトそう」と色仕掛けを何度もしているうちに、不意に見せる優しさで「逆に自身がオチていること」が増える。メダカを単に「オトしたいだけ」で当初は恋愛感情すらなく、内心は呼び捨てだったが、つぼみに好きな人だと思い込まれ、旭の積極的なアプローチや正鵠を射る指摘（恋愛感情を無自覚に抱いていることなど）に対抗心を燃やす。さらには朋の強気な探りや彼を扱き下ろす発言を本気で嫌がるようになり、いざとなった時に頼り甲斐がある異性として意識するようになる。それでもメダカのことを「モヤモヤの元凶」として葛藤していたが、遊園地では朋の言葉通りにメダカの前で表情が豊かな「素の自分」を見せていることに気付かれ、本気で恋をしていることを自覚する。ついに自身の感情に根負けしたことで、目標を「メダカの彼女になること」に変え、旭には正式に恋のライバル宣言をする。
湘南 旭（しょうなん あさひ）
声 - 雨宮天
モナやメダカらの後輩で、1年B組に所属（後に2年に進級）する。体格は小柄だが、女子バスケットボール部のエースであり、学業成績も学年トップの秀才でもある。髪を常時後ろに結び、緑のニットベストを着ている。
たまたま校内の廊下ですれ違ったメダカに一目惚れしてしまう。普段はクールビューティーを装っているが、メダカを前にすると顔を真っ赤にして借りてきた猫のようになる。
メダカに対して本気であるため、好意があるか曖昧なモナや朋の態度を嫌う。部活の練習中にメダカと相合傘をしていたモナを目撃し、その様子が受け入れられなかったことで堂々と恋のライバル宣言をする。積極的にアプローチしようと、モナを視察するために2年A組の教室を覗き見することが多かったが、時々教室で直接会話をするようになる。学園祭のミスコンの後には、朋がメダカに好意を抱いて動揺していることを見抜き、モナとの関係に亀裂が入らないよう話を促す。
料理が苦手で、バレンタインデーではチョコの失敗作を食わされた美波がモナを呼び出し、指導してもらうために泣く泣く頭を下げてしまった。
外出時はボーイッシュな服が多く、女子に見られていないと感じた美波からはガーリー系の服を勧められ、偶然会ったメダカに評価されている。
難波 朋（なんば とも）
声 - 矢野妃菜喜
本作ヒロインの一人。赤紫色のショートカットにピアスで、薄いオレンジのニットベストを着ており、モナが思わず羨む程の巨乳である。モナが大阪にいた時の幼馴染の親友で、同じ中学校に通っていた。母親はおらず、父親と2人暮らしのため、家事も一通りこなせる。モナと異なり常に堂々とコテコテの関西弁で喋る。社交的かつ気さくな性格で、素っ気ない反応をした相手には余計に近付きたがる。また、外では男性に好かれようと声を掛ける癖や、教室でモナの胸を鷲掴みにして周囲をドン引きさせる面もある。
著述業の父親の転勤で東京に引っ越したが、モナにわざと「東京に遊びに来た」と嘘を吐いてファストフード店にプライベートで呼び出し、メダカと偶然会う。モナが気になっている人だと思い、初対面でありながら強気に探りを入れ、絡む様子に嫌な顔をしていたことで確信する。翌日にはメダカとモナらのクラスにサプライズで転校し、2年A組→3年B組と所属することになる。
久しぶりに会ったモナにはメダカが相応しくないと思い、初対面からの印象を「見た目も感じ悪い」「頼りなさそう」などと扱き下ろしたが、悪く言われることを本気で嫌がり庇ったため、恋心を抱いていることを見抜く。当初は「モナの好きな人」という接し方で、初めはモナとメダカをくっつけようと色々お節介を焼いていたが、遊園地では旭のアプローチが強い様子に、モナに「当時好きだった人」として後悔してほしくないために敢えて助言し、帰りの電車ではついに好きになっていることを打ち明けられる。
学園祭でのミスコンでは優勝できなかったが、モナがメダカに一途な様子を嬉しく思う一方で、何処か一歩引いた性格が嫌になっていた。メダカからは「冷めた人」と思い込まれ苛々してしまったが、実際には「優しい」という意味であることを告げられ、人の良さを知り自身も恋をしてしまう。好きな人がモナと被ったために旭から動揺していることを指摘され、モナには「申し訳ない」と思いつつも、本気で怒られる覚悟で正直にその旨を話し、理解を得る。その後は自分の気持ちに素直になり、（本人はデートのつもりで）ライブに誘って一緒に鑑賞するなど、色々とメダカにアプローチを仕掛けている。
春野 つぼみ（はるの つぼみ）
声 - 花澤香菜
メダカやモナらのクラスメイトで、2年A組→3年B組に所属する。癖毛のショートカットが特徴で、美乳の持ち主。青緑色のニットベストを着ている。姉（声 - 逢田梨香子）がいる。
モナに憧れている追っかけ。彼女を頻繁に隠し撮りする大ファンであり、笑顔を守ろうと「モナズガーディアン」と自称する。シャイな性格もあり、当初はその行動からモナからは同じくメダカを狙う恋敵と勘違いされ警戒されるも、その誤解が解けてからはモナとは親友として接している。ただ、親しくなっても下の名前ではなく「春野さん」と呼ばれているため内心悲しんでいる。
文化祭ではモナと実行委員になり、メダカとくっつけようと委員会としてわざと一緒に手伝うよう命令を出す。学校内の「愛の架け橋」でもメダカがくっつこうとしない様子に耐えられず、文化祭が過ぎたある日に、モナへの接し方で「一番冷たい」とついに不満を漏らし、メダカが接し方を改める切っ掛けになった。
学園祭においてミスコンに出場したことで、学内ではちょっと人気が出てきている。また、翔には体が強く当たったことがあり、バーベキューまで言葉が強くなってしまった。
白浜 美波（しらはま みなみ）
声 - 前田佳織里
1年B組に所属（後に2年に進級）する旭のクラスメイトで、いつも一緒にいる親友。自身は恋愛には興味はないが人の恋愛を見ることが楽しみで、旭の恋を応援している。髪型は姫カットで、薄いクリーム色のニットベストを着ている。ちょっと天然気味だが、あっさりとした性格。
バレンタインのチョコ作りに苦戦している旭のために、旭の恋のライバルであるモナに進んで自ら協力を願い出たり、街中のショッピングモールで偶然メダカに会った際にはホワイトデーのお返しに悩むメダカにアドバイスをするなど、作中ではアクセントとなっている存在でもある。
小早川 翔（こばやかわ しょう）
声 - 山下大輝
譲やメダカと一緒につるむクラスメイトで、2年A組→3年B組に所属する。深緑色のニットベストを着ており、メガネを掛ける。モナのファンでもあり、「戒律戒律…」ばかり口にするメダカに対して友人として（面白がりながら）色々アドバイスをしたり、学園祭でのミスコンの司会をするなどノリの良さが特徴である。ただ、モナに対して素っ気ない「クソ対応」が続いたことには流石に我慢できず「戒律バカ」などと指摘した。
モナのバレンタインデーに関する作戦会議を聞かれたくないつぼみに教室から出されたが、この時に体が強く当たってしまい、不運にも「いい加減な男子」「スケベ」に思われ、暫く嫌な顔をされてしまう。
姉がいるが、買い物での荷物持ちに付き合わされるなど振り回されている。
木戸 譲（きど ゆずる）
声 - 畠中祐
翔とよく行動するクラスメイトで、2年A組→3年B組に所属する。灰色のニットベストを着ている。自宅は大きめであり、クラスメイトらでハロウィンパーティーを開いた。
モナに対してあまりに素っ気ない対応を続けたメダカには、女子と喋るだけで戒律を破ったことになるか疑問視し、優しさが欠けていることを指摘した。

### 川井家
川井 茂雄（かわい しげお）
モナとマオの父。四角い眼鏡を掛ける。
川井 恵美子（かわい えみこ）
声 - 白石涼子
モナとマオの母。
川井 マオ（かわい マオ）
モナの弟で、中学3年生→高校1年生。モナがメダカに好意を寄せているのを見抜いており、色々と気を利かせる姉思いな面もあるが、元は冷めた性格。加えて「毬高のクイーンビー（女王蜂）」と自称する姉を傍で見てきたこともあり、あざとく攻めてくる花梨には無反応である。毬藻高校を受験し合格したため、春から1年E組で花梨のクラスメイトになる。

### その他の人物
品川 杏莉（しながわ あんり）
モナ曰く「かなりのお嬢様学校」である蓮水高校2年の女子生徒で、金髪の緩いショートボブである。家に関する描写はないが、各教科ごとに1人ずつ家庭教師が付けられているほどであり、実家は裕福なよう。だが、性格は自由奔放かつマイペースであり、強制や束縛されることを嫌がる。
強制される勉強に嫌気が差して、ビルの2階から逃げてきた際に偶然メダカと出会い、家からの束縛から逃れるための口実として「（勉強）ちゃんとやってます」感を出すためのアリバイ要員としてメダカを偽の家庭教師に仕立て上げ、ファミレスやショッピングモールなどに色々と連れ回す。メダカはマイペースな杏莉に散々振り回されているが、嫌々ながらも結局は杏莉の行動に合わせている。
習い事や進路が親に決められていることに辟易しており、ファミレスでメダカと話し込むうちに、戒律を口にして自身の感情や行動を抑え込む姿を窮屈そうに感じる。また、尾行していたモナや朋を拒否しているように見えたため、自分の意思を変える「何か」と出会うことを勧める。
将来の夢はプロの歌手で、アコースティック・ギターを練習しており、近所のライブハウスでは「anri」名義で前座で歌わせてもらったりしている。
青葉 花梨（あおば かりん）
杏莉の従姉妹。杏莉とは、入学前にショッピングモールでの制服の採寸についてきてもらうなど仲が良い。
小柄かつ可愛い系で、髪型はツインテール。可愛さとは裏腹に、自分が「学園のクイーンビー」だと自負するプライドを持っており、腹黒い面も持つ『ぶりっ子』。制服の採寸で居合わせたマオに『ぶりっ子』で接近するも「俺には通じへん」「姉（モナ）を真似したら？」とあっさり袖にされたこともあり、モナ・マオ姉弟には内心激しいライバル意識を燃やしている。
毬藻高校では1年E組に所属し、マオのクラスメイトになる。クラスメイトとしては明け透け無く『ぶりっ子』として名前を次々に覚え、モナが居る3年生の間で存在が噂になったことを見計らい、籠絡しようと翔や譲にも挨拶代わりに愛想を振り撒き、モナがメダカに好意を持っていることも見抜く。
肉山（にくやま）
声 - 落合福嗣
メダカのクラスメイト。肥満体かつ大食漢である。
モブ谷（もぶたに）
声 - 千村一真
メダカのクラスメイト。譲が主催したハロウィンパーティーでは、つぼみとペアを組んでお菓子1年分を獲得した。
秋田 こまち（あきた こまち）
声 - 島田愛野
黒髪のショートヘアが特徴。
越 ひかり（こし ひかり）
声 - 久保弥優
暗い赤茶色のショートヘアで、水色のニットベストを着込む。
月 あかり（つき あかり）
声 - 綾坂晴名
黒髪でセンター分けのセミロングで、後ろを束ねている。
星野 ゆめ（ほしの ゆめ）
声 - 寺澤百花
金髪気味のショートヘアで、クリーム色のニットベストを着込む。

## 作風・評価
コスプレイヤーのえなこによると、本作は「終始キュンキュンしっぱなし」な作品。モナについては、「あざと可愛い」キャラクターとの評価。
『週刊少年マガジン』2021年29号では「ラブコメ作品とコスプレイヤーのえなこがコラボしたグラビア」が掲載され、本作の川井モナが再現された。単行本第1巻が発売された際には、久世の師匠である河下水希が応援コメントを寄せている。
ラッパーの般若によると、「男子の心のど真ん中に突き刺さる」ような「男子の願望が詰まっている」作品である。本作の魅力は久世の絵にあり、「胸の描き方一つとっても、ただ巨乳なだけじゃなくて、ちゃんと柔らかそうなところがいい」と話している。モナについては、「一見男慣れしてそうで中身が一番ピュア」な性格と語る。

## 書誌情報
- 久世蘭『黒岩メダカに私の可愛いが通じない』 講談社〈講談社コミックス〉、既刊20巻（2025年8月12日現在）
  1. 2021年8月17日発売[24][25]、ISBN 978-4-06-524490-6
  2. 2021年11月17日発売[26]、ISBN 978-4-06-525932-0
  3. 2022年1月17日発売[27]、ISBN 978-4-06-526591-8
  4. 2022年4月15日発売[28]、ISBN 978-4-06-527540-5
  5. 2022年7月15日発売[29]、ISBN 978-4-06-528498-8
  6. 2022年9月16日発売[30]、ISBN 978-4-06-529129-0
  7. 2022年11月17日発売[31]、ISBN 978-4-06-529708-7
  8. 2023年1月17日発売[32]、ISBN 978-4-06-530350-4
  9. 2023年4月17日発売[33]、ISBN 978-4-06-531236-0
  10. 2023年7月14日発売[34]、ISBN 978-4-06-531889-8
  11. 2023年9月14日発売[35]、ISBN 978-4-06-532892-7
  12. 2023年11月16日発売[36]、ISBN 978-4-06-533554-3
  13. 2024年2月16日発売[37]、ISBN 978-4-06-534572-6
  14. 2024年5月16日発売[38]、ISBN 978-4-06-535512-1
  15. 2024年7月17日発売[39]、ISBN 978-4-06-536157-3
  16. 2024年10月17日発売[40]、ISBN 978-4-06-537134-3
  17. 2024年12月17日発売[41]、ISBN 978-4-06-537774-1
  18. 2025年2月17日発売[42]、ISBN 978-4-06-538420-6
  19. 2025年5月16日発売[43]、ISBN 978-4-06-539444-1
  20. 2025年8月12日発売[44]、ISBN 978-4-06-540376-1

## コラボレート
TikTokが2022年12月に主催したハッシュタグチャレンジ「＃ショートフィルム」の第1期で設けた「週刊少年マガジン賞」を受賞したごっこ倶楽部に『週刊少年マガジン』が「深く感銘を受け」たことにより、コラボレートの勧誘を行った。そこで「マガジン史上最も尺短い＆縦長い実写化企画」が実現となり、その第2弾として2023年4月28日に本作とごっこ倶楽部とコラボレートし、ごっこ倶楽部の完全監修・制作による連続ショートドラマが公開された。

## テレビアニメ
第1期は2025年1月から3月まで、テレビ東京系列ほかにて放送された。2024年12月7日には、東京都のユナイテッド・シネマ豊洲にて先行上映会とキャストトークショーが開催された。
ストーリーは原作に沿っているが、旭と美波が第1話から登場するなど、アニメ独自の展開もある。また、つぼみがメダカを危険人物として警戒する様子や、マフィンを作る調理実習は放送されなかった。
第2期の制作が決定している。

### スタッフ
- 原作 - 久世蘭[48]
- 監督 - 奥村よしあき[48]
- シリーズ構成 - 筆安一幸[48]
- キャラクターデザイン - 渡辺まゆみ[48]
- 衣装デザイン - 萩原しょう子
- プロップデザイン - 今野幸一
- 3DCG - 平将人
- 色彩設計 - 山上愛子[48]
- 美術監督 - 三宅昌和[48]
- 美術設定 - 上垣裕起子
- 撮影監督 - 西村徹也[48]
- 編集 - 藤本理子
- 音響監督 - 小沼則義[48]
- 音響効果 - 風間結花[48]
- 音楽 - 立山秋航[48]
- 音楽制作 - DMM music
- 音楽ディレクター - 松本丈
- チーフプロデューサー - 高篠秀一、黒須信彦、相坂正志、天野賢
- プロデューサー - 谷口葵、立花耕、山川典夫、柴田滋、荒牧大輔、中村暢
- アニメーションプロデューサー - 中井健人
- アニメーション制作 - SynergySP[48]
- 製作 - 「黒岩メダカに私の可愛いが通じない」製作委員会

### 主題歌
「雨トキメキ恋模様」
いろはにほへっと あやふぶみによる第1期のオープニングテーマ。作詞・作曲・編曲はすりぃ。
「キュンアピ」
前田佳織里による第1期第1話 - 第6話のエンディングテーマ。作詞・作曲・編曲は田仲圭太。
「Is this love?」
逢田梨香子による第1期第7話 - 第12話のエンディングテーマ。作詞・作曲は寿美礼と田辺望、編曲は湯浅篤。

### 各話リスト
| 第1話  | オチないアイツ     | 筆安一幸   | 奥村よしあき | 奥村よしあき            | 萩原しょう子 今野幸一 山下悟 ビート 斎藤大輔                                              | 渡辺まゆみ              | 2025年 1月7日 |
| 第2話  | アイツと”好き”     | 筆安一幸   | 渡辺遥       | 奥村よしあき            | 戸田誠真 萩原しょう子 KIM DAE JUNG PARK MI HYUN KIM HYUN AH SHIN YOO MI                   | 渡辺まゆみ              | 1月14日       |
| 第3話  | アイツと文化祭     | 筆安一幸   | 奥村よしあき | まついひとゆき          | KIM HYUN AH KIM DAE JUNG SHIN YOO MI PARK MI HYUN 今野幸一 萩原しょう子 平賀あかり        | 渡辺まゆみ              | 1月21日       |
| 第4話  | アイツと伝説       | 筆安一幸   | 松井ひとゆき | 黒田晃一郎              | 関鵬 拾月動画 萩原しょう子                                                                | 渡辺まゆみ              | 1月28日       |
| 第5話  | アイツとバスケ女子 | 井上美緒   | 小高義規     | 斎藤秀二                | 萩原しょう子 今野幸一 山下悟 ビート 斎藤大輔                                              | 渡辺まゆみ              | 2月4日        |
| 第6話  | アイツを看病       | 井上美緒   | 松井ひとゆき | 森田侑希                | 古池敏也 兼子秀敬 旭陽 萩原しょう子                                                       | 渡辺まゆみ              | 2月11日       |
| 第7話  | アイツと待ち受け   | 笹野恵     | 沼山茉由     | 沼山茉由                | 大豆一博                                                                                  | 渡辺まゆみ              | 2月18日       |
| 第8話  | アイツとハロウィン | 笹野恵     | 斉藤秀二     | 斉藤秀二                | 萩原しょう子 今野幸一 山下悟 ビート 无锡旭阳动画制作有限公司 無錫亮度塗鴉文化傳媒有限公司 | 渡辺まゆみ 萩原しょう子 | 2月25日       |
| 第9話  | アイツと親友       | 天真みちる | 山下悟       | 佐々木萌                | 佐々木萌 小見川美穂 MOOK Hary                                                             | 渡辺まゆみ              | 3月4日        |
| 第10話 | アイツと遊園地     | 天真みちる | 松井ひとゆき | 森田侑希                | 古池敏也 兼子秀敬 旭陽 萩原しょう子                                                       | 渡辺まゆみ              | 3月11日       |
| 第11話 | アイツと二人きり   | 筆安一幸   | 沼山茉由     | 沼山茉由                | 大豆一博 萩原しょう子                                                                     | 渡辺まゆみ              | 3月18日       |
| 第12話 | アイツに初恋       | 筆安一幸   | 奥村よしあき | 奥村よしあき 山本雄太郎 | 萩原しょう子 今野幸一 ビート 山下悟                                                       | 渡辺まゆみ              | 3月25日       |

### 放送局
| 放送期間                   | 放送時間                     | 放送局                               | 対象地域                                                    | 備考                      |
| -------------------------- | ---------------------------- | ------------------------------------ | ----------------------------------------------------------- | ------------------------- |
| 2025年1月7日 - 3月25日     | 火曜 0:00 - 0:30（月曜深夜） | テレビ東京（製作参加） ほか系列全6局 | 北海道・関東広域圏・愛知県・ 大阪府・岡山県・香川県・福岡県 |                           |
|                            | 火曜 23:00 - 23:30           | AT-X                                 | 日本全域                                                    | CS放送 / リピート放送あり |
| 全放送局で字幕放送を実施。 |                              |                                      |                                                             |                           |

| 配信開始日    | 配信時間                  | 配信サイト |
| ------------- | ------------------------- | --- |
| 2025年1月7日  | 火曜 0:30（月曜深夜）更新 | dアニメストア U-NEXT DMM TV アニメ放題 |
| 2025年1月12日 | 日曜 0:30（土曜深夜）更新 | ABEMA Amazon Prime Video バンダイチャンネル Hulu FOD ニコニコ生放送 ニコニコチャンネル Lemino ネットもテレ東 TVer AnimeFesta ビデオマーケット カンテレドーガ music.jp |
| 2025年1月13日 | 月曜 0:00（日曜深夜）更新 | TELASA J:COM STREAM 見放題 Pontaパス milplus |
| 2025年1月14日 | 火曜 12:00 更新           | HAPPY!動画 |

### BD
| 巻 | 発売日        | 収録話         | 規格品番  |
| -- | ------------- | -------------- | --------- |
| 1  | 2025年4月30日 | 第1話 - 第4話  | DMPXA-405 |
| 2  | 2025年5月28日 | 第5話 - 第8話  | DMPXA-406 |
| 3  | 2025年6月25日 | 第9話 - 第12話 | DMPXA-407 |

| テレビ東京系列 火曜 0:00 - 0:30（月曜深夜） | テレビ東京系列 火曜 0:00 - 0:30（月曜深夜）                          | テレビ東京系列 火曜 0:00 - 0:30（月曜深夜）                   |
| 前番組                                      | 番組名                                                               | 次番組                                                        |
| ------------------------------------------- | -------------------------------------------------------------------- | ------------------------------------------------------------- |
| 夏目友人帳 漆 （2024年10月8日 - 12月24日）  | 黒岩メダカに私の可愛いが通じない（第1期） （2025年1月7日 - 3月25日） | ＃コンパス2.0 戦闘摂理解析システム （2025年4月8日 - 6月24日） |